# Karate po polsku
Karate po polsku (en polonès, Kàrate en polonès) és una pel·lícula dramàtica de ficció criminal polonesa del 1982 dirigida per Wojciech Wójcik.

## Argument
Estiu de 1978. Piotr és un artista i mestre d'arts marcials que va a un poble de Masúria amb el seu amic Michał (tots dos són estudiants d'art) per pintar un fresc en un temple proper (la capella de la Santíssima Mare de Déu de Studzieniczna). Aviat se'ls uneix la xicota de Piotr, Dorota.
Aviat els nouvinguts entren en conflicte amb una banda local de caçadors furtius i brètols, dirigida per Roman, que ha passat temps a la presó. Un paper secundari, però important en el desenvolupament de l'acció, té la misteriosa figura del "Capità", que és l'oncle de Roman, que va ser comandant a la regió d'Augustów durant la Segona Guerra Mundial, i després de la guerra va lluitar contra els partisans anticomunistes. Ara porta una vida miserable, intentant ajudar a Roman i dissuadir-lo del mal camí. A causa de l'agressió de la colla de Roman cap als amics pintors, augmenta la tensió entre les parts i, inevitablement, porta a l'enfrontament final a el dia de la sortida prevista dels amics del poble. A l'escena final, primer el "Capità" obliga a Roman a alliberar Piotr, després Piotr mata a Roman amb un cop de karate, i en una represa, el "Capità" mata a Piotr d'un tret.

## Repartiment
- Edward Żentara – Piotr R.
- Michał Anioł – Michał Szczerbic
- Dorota Kamińska – Dorota
- Zbigniew Buczkowski – Roman Ścipura
- Jerzy Trela – „Kapitan”, oncle de Roman
- Piotr Grabowski – „Gruby”
- Zdzisław Rychter – „Duda”
- Stanisław Pąk - "Germà"
- Zbigniew Ptak – un noi que ajuda la banda de Roman
- Halina Buyno-Łoza - Leżanowa, la mestressa de la parròquia
- Bernard Ładysz – parròquia
- Arnold Pujska – comissari
- Franciszek Trzeciak – Sargent MO
- Monika Braun – noia humiliada per Roman a l'autobús
- Barbara Chmielewska – cambrera del bar

## Producció
Les següents ciutats van ser seleccionades com a ubicacions per al rodatge:
- Studzieniczna (part administrativa d'Augustów),
- Stare Juchy, inclòs estació de milícies ciutadanes (una placa autèntica a l'edifici n'informa), bar "Palinocka".

Durant la producció, la pel·lícula tenia el títol provisional Drzazgi. Finalment, just abans de l'estrena, per raons de màrqueting, es va canviar a Karate po polsku (les pel·lícules sobre arts marcials a Polònia eren molt populars en aquella època).

## Premis
- 1983: Wojciech Wójcik – San Sebastià (MFF), premi FIPRESCI[3]